# David Sheff
David Sheff est un écrivain et journaliste américain né à Boston. Il a écrit Game Over sur l'histoire de Nintendo et Beautiful Boy: A Father's Journey Through His Son's Addiction, un récit autobiographique adapté au cinéma sous le titre My Beautiful Boy  par Felix Van Groeningen en 2018. En 2009, il est listé parmi les Time 100.